# Symptom Pandorum
Symptom Pandorum (původní název: Pandorum) je americko-německý sci-fi horor z roku 2009. Režisérem je Christian Alvart a hlavní role ztvárnili Dennis Quaid a Ben Foster.

## Děj filmu
Film se odehrává na palubě vesmírné lodě Elysium, která v roce 2174 opouští planetu Země se 60 tisíci hibernovanými lidmi na palubě. Jejím cílem je doletět k planetě Tanis, jediné Zemi podobné planetě, kterou lidstvo objevilo.
Na palubě, kde se mají vždy po dvou letech střídat posádky, se sami od sebe probouzí desátník Bower (Ben Foster), a chvíli po něm i poručík Payton (Dennis Quaid). Jsou zmateni, trpí dočasnou ztrátou paměti. Nikde ani živáčka, dveře jsou zablokované a počítače stěží pracují. Bower se ventilační šachtou vydává zjistit co se stalo.
Postupně zjišťuje, že na palubě není vůbec nic v pořádku. Nejen že se zde pohybují podivná monstra, ale do boje se dostává i s neznámou ženou. Jeho průzkum je strastiplný, lemovaný mrtvými těly posádky Elysia a plný neznámých vetřelců, kteří se ho snaží zabít. Navíc Bower cítí, že se něco děje s lodí, a proto se snaží dostat k hlavnímu reaktoru, aby ho resetoval. Postupně se k němu přidává několik lidí, od kterých se dozví, že před mnoha lety přijala loď zprávu, že Země byla zničena, a Elysium tak na své palubě má poslední zbytky lidstva. Když tuto zprávu slyšel jeden ze tří členů posádky, která v té době měla službu, zabil ostatní dva, a na lodi se stal soudcem i katem. Po dlouhé době se sám nechal hibernovat. Mezitím, co všichni spali, lidé na palubě lodi mutovali (díky umělému genu, který měl lidstvo přizpůsobit k životu na Tanisu) a množili se, až z nich vznikla monstra, která pozabíjela a strávila většinu z hibernovaných kolonistů.
Bowerovi se podaří dostat k reaktoru a resetovat ho. Mezitím se poručík Payton, který ztratil s Bowerem spojení pere s vlastním svědomím, a v této chvíli je jasné, že Payton doopravdy není Payton, ale desátník Gallo. Ten, který před mnoha lety zabil své nadřízené a dělal s posádkou pokusy.
Na můstku zjišťují, že Elysium už dávno není ve vesmíru, ale že přistál na Tanisu už před mnoha staletími, a nyní se nachází hluboko pod vodou, blízko pobřeží. Při souboji Bowera a Galla je proraženo čelní sklo, a dovnitř se začíná hrnout voda. Bower a Nadia (jedna z kolonistů, kteří se k Bowerovi cestou přidali) se zavírají do jedné z hibernačních komor, a loď je nouzově vystřelí společně s dalšími komorami, ve kterých jsou stále živí lidé. Loď je zatopena, Gallo umírá a s ním pravděpodobně i všichni mutanti na palubě.
Je rok 1 a na Tanisu začíná nový život 1213 kolonistů, kteří přežili let Elysia.

## Zajímavosti
- Pandorum byl název nemoce, kterou vyvolávala dlouhodobá hibernace a následný psychický stres. Touto nemocí trpěl Gallo.
- První mluvená slova ve filmu jsou česky: "Jste poslední z nás. Hodně štěstí. Bůh s Vámi"
- V osmé minutě filmu, kdy Bower bije pěstmi do hibernační jednotky s nápisem PAYTON, je malá chybička v tom, že následující střih do pohledu zevnitř jednotky směrem ven ukazuje zrcadlově jméno BOWER.

## Obsazení
| Dennis Quaid        | por. Payton    |
| Ben Foster          | desátník Bower |
| Cam Gigandet        | Gallo          |
| Antje Traueová      | Nadia          |
| Cung Le             | Manh           |
| André Hennicke      | velitel lovců  |
| Norman Reedus       | Shepard        |
| Wotan Wilke Möhring | Bowerův otec   |